# Juraj Križko
Juraj Križko (* 20. září 1985, Ilava) je slovenský fotbalový útočník, záložník nebo obránce, od července 2015 bez angažmá. Univerzální fotbalista, který hrál v útoku, obraně i záloze. Na začátku své kariéry hrál na postu útočníka, později na stoperu (střední obránce), na pravém bekovi a také na pozici defenzivního záložníka. Mimo Slovensko působil v Česku. Jeho otcem je bývalý ligový fotbalista Ján Križko.

## Klubová kariéra
Svoji fotbalovou kariéru začal v TTS Trenčín, odkud zamířil do Púchova, kde působil rok a následovalo angažmá v FK AS Trenčín. V dresu Trenčína vstřelil v jednom zápase hattrick. V létě 2005 podepsal Spartak Bánovce nad Bebravou a poté odešel do OŠK Trenčianske Stankovce. V létě 2007 se do Trenčína opět vrátil vrátil. Po 2 letech zamířil na své první zahraniční angažmá, když se upsal Brnu. V roce 2010 odešel hostovat do Senice, kam později přestoupil.

### FC Hradec Králové
V zimě 2013 mu skončila v Senici smlouva a zamířil do Hradce Králové, kde se setkal s bývalými spoluhráči ze Senice Pavlem Čermákem a Tomášem Strnadem. V druholigové sezoně 2013/14 postoupil s Hradcem Králové do nejvyšší soutěže. Po roce však klub sestoupil zpět do druhé ligy a hráč odešel.